# دوغ ويب
دوغ ويب (بالإنجليزية: Doug Webb)‏ هو موسيقي أمريكي، ولد في 1960.

## وصلات خارجية
- دوغ ويب على موقع IMDb (الإنجليزية)
- دوغ ويب على موقع ميوزك برينز (الإنجليزية)
- دوغ ويب على موقع أول ميوزيك (الإنجليزية)
- دوغ ويب على موقع ديسكوغز (الإنجليزية)